# Тайлан Думан
Тайлан Думан (нім. Taylan Duman, нар. 30 липня 1997, Мерс, Німеччина) — німецький футболіст турецького походження, півзахисник клубу «Нюрнберг».

## Ігрова кар'єра
Тайлан Думан є вихованцем молодіжної команди клубу «Дуйсбург», де він починав грати з 2006 року. У 2012 році футболіст перейшов до клубу «Фортуна» з Дюссельдорфа. З 2016 року футболіст почав грати у другій команді «Фортуни» у Регіональній лізі. 4 листопада 2016 року Думан провів одну гру у першій команді у турнірі Другої Бундесліги.
У січні 2019 року футболіст перейшов до стану дортмундської «Боруссії». Де два сезони провів, виступаючи у другій клубній команді. Так і не ставши гравцем основи «Боруссії», сезон 2021/22 Думан розпочав як гравець клубу Другої Бундесліги «Нюрнберг».